# La Neuville-Garnier
La Neuville-Garnier is een plaats en voormalige gemeente in het Franse departement Oise in de regio Hauts-de-France en telt 276 inwoners (2005). De plaats maakt deel uit van het arrondissement Beauvais.

## Geschiedenis
De gemeente maakte deel uit van het kanton Auneuil tot dit op 22 maart 2019 werd opgeheven. La Neuville-Garnier werd overgeheveld naar het aangrenzende kanton Chaumont-en-Vexin. Op 1 januari 2019 fuseerde de gemeente met Beaumont-les-Nonains en Villotran tot de commune nouvelle Les Hauts-Talican.

## Geografie
De oppervlakte van La Neuville-Garnier bedraagt 8,0 km², de bevolkingsdichtheid is 34,5 inwoners per km².
De onderstaande kaart toont de ligging van La Neuville-Garnier met de belangrijkste infrastructuur en aangrenzende gemeenten.

## Demografie
Onderstaande figuur toont het verloop van het inwonertal.